# Аткино (Пензенская область)
Аткино — деревня в Вадинском районе Пензенской области России. Входит в состав Каргалейского сельсовета.

## География
Деревня находится в северо-западной части Пензенской области, в пределах восточной окраины Окско-Донской низменности, в лесостепной зоне, на правом берегу реки Нор-Ломовки, на расстоянии примерно 16 километров (по прямой) к востоку от села Вадинска, административного центра района. Абсолютная высота — 191 метр над уровнем моря.
Климат
Климат характеризуется как умеренно континентальный. Средняя температура воздуха самого холодного месяца (января) составляет −11,5 °C (абсолютный минимум — −44 °С); самого тёплого месяца (июля) — 19,5 °C (абсолютный максимум — 38 °С). Продолжительность безморозного периода составляет 133 дня. Годовое количество атмосферных осадков — 467 мм. Снежный покров держится в среднем 141 день.

## История
Упоминается в 1710 году как солдатская деревня. Предположительно основана солдатами выборного полка братьями Лебедевыми. В 1746 году в деревне числилось 129 ревизских душ однодворцев. Согласно окладной книге 1806 года в деревне Аткиной проживало 146 окладных душ однодворцев.
По состоянию на 1911 год в деревне, относившейся к Ягановской волости Керенского уезда, имелись: два крестьянских общества, 140 дворов, земская школа, шесть ветряных мельниц, овчинное заведение, три лавки и имение Броницкого. Население села того периода составляло 897 человек. По данным 1955 года в Аткине располагалась бригада колхоза «Новый Путь».

## Население
| 2010 |
| ---- |
| 86   |

Половой состав
По данным Всероссийской переписи населения 2010 года в гендерной структуре населения мужчины составляли 41,9 %, женщины — соответственно 58,1 %.
Национальный состав
Согласно результатам переписи 2002 года, в национальной структуре населения русские составляли 98 % из 99 чел.

## Улицы
Уличная сеть деревни состоит из двух улиц:
- ул. Выселки
- ул. Полевая